# Grinderman
Pour leur premier album, voir Grinderman (album).
Grinderman est un groupe de rock formé en 2006 par Nick Cave, Warren Ellis, Martyn P. Casey et Jim Sclavunos, tous déjà membres du groupe Nick Cave and the Bad Seeds.
Leur premier album (intitulé Grinderman) est sorti le 5 mars 2007, suivi d'un second (Grinderman 2) en 2010. Le 10 décembre 2011, Nick Cave conclut son concert au Meredith Music Festival en annonçant la dissolution du groupe.

## Formation
Après la tournée de 2005 avec les Bad Seeds, Nick Cave se met à composer quelques morceaux à la guitare, un instrument qu'il utilise rarement, avec lequel il est beaucoup plus limité techniquement qu'avec son piano, ce qui donne des morceaux assez basiques et bruts, rudimentaires et différents de ce qu'il produit habituellement pour les Bad Seeds. Il rentre alors avec son groupe aux Studio Metropolis de Londres pour enregistrer les démos de ce que seront les compositions du premier album de Grinderman. Le producteur de l'œuvre est Nick Launey, un ami de longue date de Nick Cave.

## Premier album
Le 5 mars 2007 sort Grinderman, le premier disque, sur le label Mute. Il se rapproche assez bien de ce que faisait le chanteur à l'époque de son groupe rock post-punk The Birthday Party (de 1976 à 1983). Le premier concert de Grinderman se passe un mois plus tard, au All Tomorrow's Parties Festival à Somerset, Angleterre. Le 20 juin 2007, le groupe est en concert au Forum de Londres. Le premier single extrait de l'album est No Pussy Blues, viendra ensuite Get it on, après ce sera (I Don't Need You to) Set Me Free qui sera le troisième et dernier extrait.
Le 24 juillet 2007, Grinderman fait la première partie du concert des White Stripes au Madison Square Garden de New York ; ensuite ce sera pour leur show de Chicago, et puis pour les deux dates de San Francisco. Après, Grinderman s'embarque pour une tournée en Australie, en première partie de performances solo de Nick Cave lui-même. En mars 2007 s'ouvre le site officiel du groupe, pour la promotion de l'album.
Le 11 mai 2007, Grinderman est programmé à la BBC pour le programme musical de Jools Holland, où il interprète les morceaux No Pussy Blues et Honey Bee (Let's Fly to Mars), et le 23 juillet 2007 c'est au Late Show with David Letterman que le groupe apparait à la télévision américaine CBS, ou il joue Honey Bee (Let's Fly to Mars). En juillet 2008, Grinderman est à l'affiche de grands festivals de rock européens, comme Werchter ou Roskilde, qu'il partage avec de grands noms comme Neil Young, Kaiser Chiefs ou Radiohead.

## Second album
Après le 14e album de Nick Cave and the Bad Seeds, Dig, Lazarus, Dig!!!, et la tournée qui a suivi, Nick Cave a confirmé qu'il y aurait bien un second album du projet Grinderman. Sobrement intitulé Grinderman 2, il est sorti le 14 septembre 2010 aux États-Unis.
Le 10 décembre 2011, Nick Cave annonce vouloir mettre fin à Grinderman, pour se recentrer sur les Bad Seeds, à la fin d'un dernier concert : "This is the last for Grinderman. It's all over now. See you in like... ten years, something like that. When we will be even older and uglier. Good night" ("C'est la fin de Grinderman. C'est fini maintenant. Rendez-vous dans à peu près... 10 ans, quand on sera encore plus vieux et moches. Bonne nuit!")